# Prison School
Prison School (監獄学園?, Purizun Sukūru, lett. "Scuola carceraria") è un manga scritto e disegnato da Akira Hiramoto, serializzato sul Young Magazine di Kōdansha dal 7 febbraio 2011 al 25 dicembre 2017.
Un adattamento anime, prodotto dalla J.C.Staff, è stato trasmesso in Giappone tra il 10 luglio e il 25 settembre 2015. Un dorama basato sulla serie, diretto da Noboru Iguchi presso lo studio Robot, è andato in onda su MBS e TBS nel 2015. Un manga spin-off di ReDrop è stato serializzato sul Young Magazine dal 6 agosto 2016 al 6 ottobre 2017. In Italia sia il manga principale che quello spin-off sono editi dalla Star Comics, mentre i diritti dell'anime sono stati acquistati dalla Dynit.

## Trama
L'accademia Hachimitsu è un liceo femminile d'élite di Tokyo caratterizzato da severe regole di comportamento tra cui il divieto di frequentare maschi. All'inizio della serie, tuttavia, la scuola decide di aprire le proprie porte anche ai ragazzi mantenendo lo stesso regolamento, ma con loro stupore i nuovi studenti maschi si rivelano essere solo cinque: Kiyoshi Fujino, Takehito "Gakuto" Morokuzu, Shingo Wakamoto, Jōji "Joe" Nezu e Reiji "André" Andō. I ragazzi diventano rapidamente amici ma le cose si mettono male quando il gruppo viene scoperto mentre spia i bagni femminili: la punizione viene stabilita in un mese di prigionia e lavori forzati da parte della severa associazione studentesca segreta della scuola guidata dalla malvagia presidente Mari Kurihara (figlia del preside), dalla dura e spietata vicepresidente Meiko Shiraki e dalla pervertita segretaria Hana Midorikawa.
Poco prima che scattasse la punizione Kiyoshi era riuscito a interagire con una ragazza molto gentile e dolce, chiamata Chiyo, che si rivela di essere la sorella minore dell'odiata Mari: i due proseguiranno a vedersi clandestinamente e quando gli amici del ragazzo lo scopriranno lo isoleranno, anche perché tale comportamento determinerà per tutti l'aumento della punizione. Col tempo la situazione torna alla normalità anche perché Gakuto ha aiutato Kiyoshi a evadere in modo che gli procurasse una rara action figure che desiderava da tempo e Shingo si innamora ricambiato di un altro membro dell'associazione, Anzu, e evaderà come Kiyoshi, il quale accetterà senza battere ciglio tutte le ripicche dei suoi amici e si sacrificherà più volte per loro.
Mari, nel frattempo, ha infatti organizzato un'operazione segreta volta a ottenere la loro espulsione sfruttando le debolezze di ciascuno dei ragazzi, ma con un elaborato stratagemma e la lealtà e benevolenza del preside i cinque alla fine riottengono la libertà. Le tre principali esponenti dell'associazione vengono finalmente messe in prigione e il loro posto viene preso da un'altra triade come una meritata sconfitta e punizione per il loro atteggiamento assurdo contro i cinque ex prigionieri maschili.

## Personaggi

### Personaggi principali

Da sinistra verso destra: Kiyoshi, Shingo, Gakuto, Joe e André

Kiyoshi Fujino (藤野 清志?, Fujino Kiyoshi)
Doppiato da: Hiroshi Kamiya (ed. giapponese), Federico Campaiola (ed. italiana)
Il protagonista della serie. Dopo aver fatto amicizia con Chiyo diventa il primo studente maschio nell'accademia Hachimitsu a entrare in contatto con una ragazza; ha una cotta per lei e finge di essere anche lui un appassionato di sumo per avvicinarsela. Per le sue qualità diventa rapidamente il leader del gruppo di ragazzi. La segretaria dell'associazione Hana svilupperà per lui un'attenzione morbosa.
Takehito Morokuzu (諸葛 岳人?, Morokuzu Takehito)
Doppiato da: Katsuyuki Konishi (ed. giapponese), Gabriele Lopez (ed. italiana)
Soprannominato "Gakuto", è un ragazzo dotato di straordinarie intelligenza e cultura che è solito parlare in modo arcaico anche con gli amici aggiungendo spesso l'aggettivo "onorevole" davanti ai nomi. Tutt'altro che di bell'aspetto, la sua bassa popolarità tra le belle ragazze è rinomata. Stringerà una forte amicizia soprattutto con Kiyoshi, ma non esiterà mai a sacrificarsi più volte per tutto il gruppo di amici anche in maniera molto umiliante da parte della malvagia Meiko. Ha una cotta per Mitsuko ed è fortemente appassionato dei Tre Regni. Si fa chiamare Grande Stratega di Nerima e più volte cita personaggi storici come Pang Tong, Liu Bei, Guan Yu e anche eventi come la Battaglia di Chibi
Shingo Wakamoto (若本 真吾?, Wakamoto Shingo)
Doppiato da: Ken'ichi Suzumura (ed. giapponese), Angelo Evangelista (ed. italiana)
Un teppista dai capelli biondi proveniente dalla stessa scuola media di Kiyoshi. Dopo che il gruppo scopre il tradimento di quest'ultimo sarà lui a prendere le redini finché la sua cotta per Anzu non lo porterà a commettere gli stessi errori di Kiyoshi, riportando la situazione alla normalità.
Jōji Nezu (根津 譲二?, Nezu Jōji)
Doppiato da: Daisuke Namikawa (ed. giapponese), Andrea Mete (ed. italiana)
Soprannominato "Joe", è un tipo strano che indossa sempre un cappuccio e che sputa spesso sangue per un problema di afta alla bocca. Proviene dalla stessa scuola media di Gakuto e ha una passione smisurata per le formiche. È il membro fisicamente più gracile del gruppo e sembra particolarmente portato in matematica.
Reiji Andō (安堂 麗治?, Andō Reiji)
Doppiato da: Kazuyuki Okitsu (ed. giapponese), Omar Vitelli (ed. italiana)
Soprannominato "André", è un ragazzo con una fisionomia grottesca ma con un carattere molto gentile e semplice. Durante la prigionia comincia a tenere un diario delle disavventure del gruppo e sviluppa un'ossessione masochista per la malvagia Meiko.

### Associazione studentesca segreta
Mari Kurihara (栗原 万里?, Kurihara Mari)
Doppiata da: Sayaka Ōhara (ed. giapponese), Monica Vulcano (ed. italiana)
L'antagonista principale della serie. È la presidente dell'associazione studentesca segreta, e la figlia del preside dell'accademia Hachimitsu nonché la sorella maggiore di Chiyo. Adora i corvi e li comanda per tenere d'occhio la scuola. Disprezza il padre per il suo tenere in ufficio foto di donne formose conosciute durante il lavoro o in viaggio, ma più in generale è una misandra. All'arrivo di Kiyoshi e gli altri nella scuola farà in modo di rinchiuderli in carcere privandoli di ogni svago e libertà, abbassandosi a compiere anche nefandezze pur di farli espellere.
Meiko Shiraki (白木 芽衣子?, Shiraki Meiko)
Doppiata da: Shizuka Itō (ed. giapponese), Chiara Gioncardi (ed. italiana)
La vicepresidente dell'associazione studentesca segreta, riceve il compito di sorvegliare e punire freddamente in maniera dura e violenta i maschi mentre stanno in prigione. Benché abbia un fisico di una donna molto prosperosa, procace, attraente e bellissima che indossa sempre vestiti particolarmente scollati in cui gli mostra sempre davanti il seno e non prova nessun imbarazzo nel mostrarsi così anche davanti ai ragazzi a causa della sua forte misandria. Ha una paura matta di deludere la presidentessa, tanto da sudare copiosamente per la tensione. Possiede grande forza fisica e agilità in quanto si allena duramente ogni giorno.
Hana Midorikawa (緑川 花?, Midorikawa Hana)
Doppiata da: Kana Hanazawa (ed. giapponese), Letizia Ciampa (ed. italiana)
La segretaria dell'associazione studentesca segreta dai capelli lunghi biondi. Esperta di arti marziali, è arrivata terza nel campionato internazionale di karate. A causa di una serie di incidenti imbarazzanti con Kiyoshi inizierà a provare un rancore smisurato nei suoi confronti, pronta per fare sesso e/o violentarlo pazzamente fatale. Il suo strano atteggiamento lo rende una ragazza terribilmente sadica, pericolosa, fatale, psicopatica, violenta, pervertita, tortuosa, ambigua, infantile e immatura come tale comportamento, a differenza di Mari e Meiko.

### Consiglio studentesco
Kate Takenomiya (竹ノ宮 ケイト?, Takenomiya Keito)
Doppiata da: Ami Koshimizu (ed. giapponese), Eleonora Reti (ed. italiana)
La presidente del consiglio studentesco, eterna rivale di Mari sin dalle medie.
Risa Bettō (別当 リサ?, Bettō Risa)
La vicepresidente del consiglio studentesco. È fortemente innamorata della presidentessa, considerate le secrezioni sudorali quando si trova in sua presenza. Si presta ad usare tecniche sadiche su tutti gli studenti tranne che su André, l'unico che le ricerca follemente.
Mitsuko Yokoyama (横山 みつ子?, Yokoyama Mitsuko)
Doppiata da: Mikako Takahashi (ed. giapponese)
La segretaria estremamente maldestra del consiglio studentesco. È innamorata di Gakuto e scrive manga yaoi come hobby.

### Altri personaggi
Preside (理事長?, Rijichō)
Doppiato da: Keiji Fujiwara (ed. giapponese), Massimo Lodolo (ed. italiana)
Il preside dell'accademia Hachimitsu nonché padre di Mari e Chiyo. Amante dell'America Meridionale, è un uomo di mezza età ricco, leale, onesto, benevolo e perlomeno pervertito che spesso simpatizza per i ragazzi. Ha una forte passione per il sedere femminile e ha l'abitudine di enfatizzare l'ultima parola di ogni sua frase. Consapevole del disprezzo che la malvagia Mari prova nei suoi confronti, per via della sua passione verso l'altro sesso, cercherà più volte di fermare la figlia dai suoi propositi di sfogarsi su Kiyoshi e gli altri ragazzi. Non è risaputo chi fosse sua moglie.
Chiyo Kurihara (栗原 千代?, Kurihara Chiyo)
Doppiata da: Chinami Hashimoto (ed. giapponese), Joy Saltarelli (ed. italiana)
Una compagna di classe di Kiyoshi appassionata di sumo. È la prima ragazza nell'accademia Hachimitsu a parlare con lui e dopo un po' inizia a provare qualcosa nei suoi confronti, avendo una personalità molto dolce, sensibile, gentile, amorevole, innocente, leale, altruista, onesta, cortese, protettiva e cordiale. Più tardi si rivela di essere la sorella minore di Mari e quindi figlia del preside. Il sentimento che prova per Kiyoshi diverrà sempre più importante, tanto da aiutarlo a dimostrare le nefandezze della sua malvagia sorella per evitare la loro espulsione.
Anzu Yokoyama (横山 杏子?, Yokoyama Anzu)
Doppiata da: Yō Taichi (ed. giapponese), Ludovica Bebi (ed. italiana)
Una spia dell'associazione studentesca segreta. In cambio di privilegi fra le studentesse dell'istituto accetta di partecipare al piano di Mari traendo in inganno Shingo. Quando scopre la bontà d'animo del ragazzo e il suo attaccamento ai suoi amici si prenderà una cotta per lui e smetterà di mentirgli, schierandosi contro l'associazione studentesca. In seguito unirà le forze con Chiyo per impedire l'espulsione dei ragazzi, venendo per questo torturata da Meiko.
Satō (佐藤?)
Una studentessa dell'accademia Hachimitsu che aiuta involontariamente Joe a non tornare in prigione.
Mayumi Tanaka (田中 マユミ?, Tanaka Mayumi)
Doppiata da: Ami Nanase (ed. giapponese), Veronica Puccio (ed. italiana)
La migliore amica di Chiyo che si vede spesso in sua compagnia e che le dà anche una mano a prevenire l'espulsione di Kiyoshi.

## Media

### Manga

Variant cover del primo volume dell'edizione italiana a cura di Mirka Andolfo, raffigurante Meiko Shiraki

La serie, scritta e disegnata da Akira Hiramoto, è stata serializzata sulla rivista Young Magazine di Kōdansha dal 7 febbraio 2011 al 25 dicembre 2017. I vari capitoli sono stati raccolti in ventotto volumi tankōbon, pubblicati tra il 6 giugno 2011 e il 6 aprile 2018. In Italia la serie è stata concessa in licenza alla Star Comics, mentre in America del Nord i diritti sono stati acquistati dalla Yen Press. Un manga spin-off a cura di ReDrop, intitolato La dura vita della vicepresidente (副会長は頑張る?, Fukukaichō wa ganbaru, lett. "La vicepresidente si sta impegnando"), è stato serializzato sul Young Magazine dal 6 agosto 2016 al 6 ottobre 2017 e raccolta in un unico volume tankōbon pubblicato il 6 novembre 2017. In Italia la serie è stata pubblicata sempre da Star Comics il 22 maggio 2019.

#### Volumi
| Nº | Data di prima pubblicazione             | Data di prima pubblicazione                                                 | Data di prima pubblicazione | Data di prima pubblicazione                                                |
| Nº | Giapponese                              | Giapponese                                                                  | Italiano                    | Italiano                                                                   |
| -- | --------------------------------------- | --------------------------------------------------------------------------- | --------------------------- | -------------------------------------------------------------------------- |
| 1  | 6 giugno 2011                           | ISBN 978-4-06-382043-0                                                      | 24 aprile 2013              | ISBN 978-88-6420-466-6                                                     |
| 2  | 6 ottobre 2011                          | ISBN 978-4-06-382091-1                                                      | 25 luglio 2013              | ISBN 978-88-6420-518-2                                                     |
| 3  | 6 gennaio 2012                          | ISBN 978-4-06-382125-3                                                      | 24 ottobre 2013             | ISBN 978-88-6420-627-1                                                     |
| 4  | 6 aprile 2012                           | ISBN 978-4-06-382159-8                                                      | 23 gennaio 2014             | ISBN 978-88-6420-790-2                                                     |
| 5  | 6 luglio 2012                           | ISBN 978-4-06-382195-6                                                      | 24 aprile 2014              | ISBN 978-88-6420-899-2                                                     |
| 6  | 6 novembre 2012                         | ISBN 978-4-06-382224-3                                                      | 24 luglio 2014              | ISBN 978-88-6920-003-8                                                     |
| 7  | 6 febbraio 2013                         | ISBN 978-4-06-382261-8                                                      | 23 ottobre 2014             | ISBN 978-88-6920-078-6                                                     |
| 8  | 2 maggio 2013                           | ISBN 978-4-06-382302-8                                                      | 25 febbraio 2015            | ISBN 978-88-6920-203-2                                                     |
| 9  | 5 luglio 2013                           | ISBN 978-4-06-382320-2                                                      | 23 luglio 2015              | ISBN 978-88-6920-378-7                                                     |
| 10 | 4 ottobre 2013                          | ISBN 978-4-06-382359-2                                                      | 23 dicembre 2015            | ISBN 978-88-6920-606-1                                                     |
| 11 | 6 dicembre 2013                         | ISBN 978-4-06-382387-5                                                      | 20 aprile 2016              | ISBN 978-88-6920-851-5                                                     |
| 12 | 6 marzo 2014                            | ISBN 978-4-06-382432-2                                                      | 22 giugno 2016              | ISBN 978-88-226-0054-7                                                     |
| 13 | 2 maggio 2014                           | ISBN 978-4-06-382461-2                                                      | 24 agosto 2016              | ISBN 978-88-226-0209-1                                                     |
| 14 | 6 agosto 2014                           | ISBN 978-4-06-382499-5                                                      | 26 ottobre 2016             | ISBN 978-88-226-0337-1                                                     |
| 15 | 6 novembre 2014                         | ISBN 978-4-06-382525-1                                                      | 21 dicembre 2016            | ISBN 978-88-226-0413-2                                                     |
| 16 | 6 marzo 2015                            | ISBN 978-4-06-382570-1                                                      | 22 febbraio 2017            | ISBN 978-88-226-0480-4                                                     |
| 17 | 5 giugno 2015                           | ISBN 978-4-06-382643-2                                                      | 26 aprile 2017              | ISBN 978-88-226-0565-8                                                     |
| 18 | 6 agosto 2015                           | ISBN 978-4-06-382647-0                                                      | 28 giugno 2017              | ISBN 978-88-226-0604-4                                                     |
| 19 | 4 dicembre 2015                         | ISBN 978-4-06-382714-9                                                      | 23 agosto 2017              | ISBN 978-88-226-0672-3                                                     |
| 20 | 4 marzo 2016 (ed. regolare & limitata)  | ISBN 978-4-06-382741-5 (ed. regolare) ISBN 978-4-06-358803-3 (ed. limitata) | 25 ottobre 2017             | ISBN 978-88-226-0743-0                                                     |
| 21 | 6 giugno 2016                           | ISBN 978-4-06-382804-7                                                      | 22 novembre 2017            | ISBN 978-88-226-0774-4 (ed. regolare) ISBN 978-88-226-0775-1 (ed. variant) |
| 22 | 5 agosto 2016                           | ISBN 978-4-06-382836-8                                                      | 21 febbraio 2018            | ISBN 978-88-226-0895-6                                                     |
| 23 | 4 novembre 2016                         | ISBN 978-4-06-382872-6                                                      | 26 aprile 2018              | ISBN 978-88-226-0984-7                                                     |
| 24 | 6 marzo 2017                            | ISBN 978-4-06-382960-0                                                      | 27 giugno 2018              | ISBN 978-88-226-1037-9                                                     |
| 25 | 2 maggio 2017                           | ISBN 978-4-06-382965-5                                                      | 29 agosto 2018              | ISBN 978-88-226-1121-5                                                     |
| 26 | 4 agosto 2017                           | ISBN 978-4-06-510091-2                                                      | 24 ottobre 2018             | ISBN 978-88-226-1179-6                                                     |
| 27 | 6 novembre 2017                         | ISBN 978-4-06-510425-5                                                      | 27 dicembre 2018            | ISBN 978-88-226-1199-4                                                     |
| 28 | 6 aprile 2018 (ed. regolare & limitata) | ISBN 978-4-06-511266-3 (ed. regolare) ISBN 978-4-06-511500-8 (ed. limitata) | 20 febbraio 2019            | ISBN 978-88-226-1209-0                                                     |

### Anime

Copertina del primo BD/DVD dell'edizione italiana, raffigurante Meiko Shiraki

L'adattamento anime è stato annunciato nell'agosto 2014 sul quattordicesimo volume del manga. La serie televisiva, scritta da Michiko Yokote e prodotta dalla J.C.Staff per la regia di Tsutomu Mizushima, è andata in onda dal 10 luglio al 25 settembre 2015. Le sigle di apertura e chiusura, entrambe cantate dal gruppo Kangoku Danshi (formato dai doppiatori Hiroshi Kamiya, Katsuyuki Konishi, Ken'ichi Suzumura, Daisuke Namikawa e Kazuyuki Okitsu), sono rispettivamente Ai no prison (愛のプリズン?, Ai no purizon, lett. "La prigione dell'amore"), composta da Narasaki e scritta da Kenji Ōtsuki, e Tsumibukaki oretachi no sanka (罪深き俺たちの賛歌? lett. "Il nostro inno peccaminoso"), composta da Ryūji Takagi e scritta da Kiyomi Kumano.
In Italia gli episodi sono stati trasmessi in streaming, in contemporanea col Giappone, dalla Dynit su VVVVID, mentre in America del Nord la serie è stata concessa in licenza alla Funimation. In Australia e Nuova Zelanda i diritti di streaming sono stati acquistati dalla Madman Entertainment per AnimeLab. Una versione senza censure, sempre a cura della Dynit, doppiata in italiano e annunciata al Lucca Comics & Games 2015, è stata pubblicata su VVVVID a partire dal 20 gennaio 2016 con in previsione un'edizione home video in Blu-ray Disc. Un episodio OAV è uscito insieme all'edizione limitata del ventesimo volume del manga il 4 marzo 2016.

#### Episodi
| Nº  | Titolo italiano Giapponese 「Kanji」 - Rōmaji                                                             | Prima visione     | Prima visione   |
| Nº  | Titolo italiano Giapponese 「Kanji」 - Rōmaji                                                             | Giapponese        | Italiano        |
| 1   | Missione guardoni: impossibile 「ノゾキ大作戦」 - Nozoki daisakusen                                       | 10 luglio 2015    | 20 gennaio 2016 |
| 2   | L'uomo che ne sapeva troppo (di culi) 「尻すぎていた男」 - Shiri sugiteita otoko                          | 17 luglio 2015    | 20 gennaio 2016 |
| 3   | La grande evacuazione 「大噴出」 - Daifunshutsu                                                           | 24 luglio 2015    | 16 marzo 2016   |
| 4   | Portami a vedere il sumo 「私をスモーに連れてって」 - Watashi o sumō ni tsuretette                        | 31 luglio 2015    | 16 marzo 2016   |
| 5   | Il traditore numero uno della scuola 「学園一の裏切り男」 - Gakuen ichi no uragiri otoko                  | 7 agosto 2015     | 23 marzo 2016   |
| 6   | La vendetta è di Hana 「復習するは花にあり」 - Fukushū suru wa Hana ni ari                                | 14 agosto 2015    | 23 marzo 2016   |
| 7   | Ratettouille, il delizioso ristorante di Meiko 「芽衣子のおいしいレストラン」 - Meiko no oishii resutoran | 21 agosto 2015    | 31 marzo 2016   |
| 8   | Il diario di André Frank 「アンドレの日記」 - Andore no nikki                                             | 28 agosto 2015    | 31 marzo 2016   |
| 9   | Delitto in pieno sudore 「体液がいっぱい」 - Taieki ga ippai                                              | 4 settembre 2015  | 6 aprile 2016   |
| 10  | La vita è un sedere meraviglioso! 「素晴らしき尻哉、人生！」 - Subarashiki shiri kana, jinsei!            | 11 settembre 2015 | 6 aprile 2016   |
| 11  | Eryngii Brockovich 「エリンギ・ブロコビッチ」 - Eringi Burokobicchi                                       | 18 settembre 2015 | 13 aprile 2016  |
| 12  | Good Morning Prison 「グッドモー二ング・プリズン」 - Guddo Mōningu Purizun                                | 25 settembre 2015 | 13 aprile 2016  |
| OAV | Mad Wax 「マッドワックス」 - Maddo Wakkusu                                                                | 4 marzo 2016      | inedito         |

### Dorama
Un dorama basato sulla serie, prodotto dallo studio Robot e diretto da Noboru Iguchi, è stato annunciato nell'agosto 2015. Il live action è andato in onda sulle televisioni giapponesi dal 25 ottobre al 20 dicembre 2015 per un totale di nove episodi. La sigla di apertura è Shōdō (衝動? lett. "Sollecitazione") degli Haku, mentre il singolo Searchlight (サーチライト?, Sāchiraito) dei Good on the Reel è un'insert song creata appositamente per il dorama. In Italia la serie è stata annunciata il 31 ottobre 2015 al Lucca Comics & Games 2015 dalla Dynit e trasmessa su VVVVID a partire dallo stesso giorno.
- Taishi Nakagawa- Kiyoshi Fujino
- Hirona Yamazaki - Mari Kurihara
- Masato Yano - Shingo Wakamoto
- Garigari Garukuson - Reiji Ando
- Tokio Emoto - Takehito Morokuzu
- Daiki Miyagi - Jouji Nezu
- Aoi Morikawa - Hana Midorikawa
- Rena Takeda - Chiyo Kurihara
- Asana Mamoru - Meiko Shiraki
- Yuko Araki - Anzu Yokoyama
- Masahiro Takashima - Presidente del consiglio di amministrazione

## Accoglienza
Nel 2013 Prison School è stata una delle due serie vincitrici del 37º Premio Kodansha per i manga nella categoria generale. Entro marzo 2018, il manga ha anche venduto oltre 13 milioni di copie.